# Houdini & Doyle
Houdini & Doyle és una sèrie de televisió de 10 capítols creada per David Hoselton, creador de House, i David Titcher. Aquests dos autors es van basar en l'antiga amistat que va existir entre l'escriptor Sir Arthur Conan Doyle i el mag Harry Houdini per escriure un drama policíac on els crims es relacionen amb fets paranormals. Sembla que el projecte va sorgir després de l'èxit de la sèrie Sleepy Hollow, la qual conté també un context històric i fantàstic. La sèrie es va emetre per primer cop a Anglaterra (ITV) el 13 de març de 2016 i als Estats Units (Fox) i al Canadà (Shaw Media) el 2 de Maig. L'última emissió de la sèrie va ser el 4 de Juliol de 2016 amb l'últim capítol The Pall of LaPier.
Houdini & Doyle va ser cancel·lada per la Fox després de l'emissió de 10 capítols el 3 d'agost de 2016. La cadena va decidir no emetre una segona temporada tot i que el final de la sèrie és un final obert que deixava peu a la seva continuació.

## Argument
Harry Houdini (Michael Weston) es troba a Londres per un compromís prolongat i treballa fent shows de màgia a la ciutat. Per altra banda Sir Arthur Conan Doyle (Stephen Mangan) es troba en el període posterior a la mort de Sherlock Holmes i la publicació de la seva obra La Gran Guerra Bòer. Amb l'escepticisme de Houdini i el desig de creure de Doyle, investiguen els casos més paranormals de Scotland Yard, junt amb la primera dona policia de Londres, Adelaide Stratton (Rebecca Liddiard). Les investigacions inclouen des de fantasmes fins a dimonis i éssers de fora d'aquest planeta. Però no són els casos els únics protagonistes de la trama, a més, els tres personatges hauran de lluitar amb problemes personals del present i la càrrega de vells secrets.

## Context
La sèrie està basada en el Londres de 1901. Per aquesta època els dos protagonistes en la vida real encara no es coneixien però sí que és veritat que Sir Arthur Conan Doyle era un home que creia en fets paranormals, tant era així que l'escriptor tenia la certesa que Houdini realment posseïa poders màgics, per més que aquest tractés d'explicar-li que només eren trucs. En aquella època a més les mèdiums i espiritistes, que el personatge sol anar a veure, eren persones molt populars entre la població de Londres. Per altra banda, el Houdini de la vida real també va ser un ferm retractor de totes aquelles creences i a més moltes vegades es dedicava a destapar estafadors que proclamaven tindre poders sobrenaturals.
Per altra banda Gran Bretanya no va disposar d'una dona policia fins després de la Primera Guerra Mundial (1914 - 1918).

## Personatges

### Personatges principals
- Michael Weston com Harry Houdini[1]

Harry Houdini és presentat com un home sarcàstic que gaudeix de la seva fama i no té problemes per dir el que pensa. Ell representa la part escèptica de la parella protagonista i menysprea a aquelles persones que s'aprofiten de la innocència dels altres per enganyar-los amb il·lusions i trucs de mags.
- Stephen Mangan com Sir Arthur Conan Doyle[1]

Doyle es caracteritza per donar la imatge de cavaller londinenc. És formal i es comporta de forma adequada amb els altres. A més, ell té la necessitat de creure en tot el relacionat amb successos paranormals, això li dona esperances de comunicar-se amb la seva dona en coma, malalta de tuberculosis, Touie Doyle (Louise Delamere).
- Rebecca Liddiard com Adelaide Stratton[1]

Adelaide és la primera dona policia de l'àrea metropolitana de Londres. En la comissaria mai li prenen seriosament per culpa del seu sexe fins que arriben Houdini i Doyle i comencen a investigar i resoldre casos amb ella.
- Adam Nagaitis com George Gudgett[1]

El sergent Gudgett treballa en Scotland Yard investigant crims. La seva forma de ser fa que moltes vegades tant Houdini com Doyle tinguin enfrontaments amb ell.
- Tim McInnerny com Horace Merring[1]

L'inspector Merring tampoc es troba a favor de les investigacions paral·leles que duen a cau els protagonistes però no li queda més remei que acceptar-les donat els contactes dels quals disposa Harry Houdini i la seva influència.

### Personatges secundaris
- Emily Carey com Mary Conan Doyle[1]
- Noah Jupe com Kingsley Conan Doyle[1]
- Diana Quick com Cecelia Weiss[1]

## Llista d'episodis
| Núm | Títol                      | Director         | Escriptors                       | Data de emissió original (Regne Unit) | Audiència (milions de espectadors als Estats Units) |
| --- | -------------------------- | ---------------- | -------------------------------- | ------------------------------------- | --------------------------------------------------- |
| 1 | The Maggie’s Redress       | Stephen Hopkins  | David Hoselton i David Titcher   | 13 de març de 2016                    | 2,56                                                |
| Adelaide Stratton, la primera dona policia de Scotland Yard, investiga l'assassinat d'una monja en un convent. Houdini i Doyle s'uneixen al cas a partir d'una aposta com assessors. Un testimoni del convent assegura que la monja va ser assassinada per l'esperit d'una jove mare soltera que va morir en el convent sis mesos abans.                                                                                      |                            |                  |                                  |                                       |                                                     |
| 2 | A Dish of Adharma          | Stephen Hopkins  | David Hoselton                   | 17 de març de 2016                    | 2,36                                                |
| Un nen de 12 anys dispara a la coneguda sufragista pels drets de les dones Lydia Belworth (Laura Fraser), encara que aquesta no mor. Houdini i Doyle es fiquen al cas donat que el nen assegura que ell és la reencarnació d'un home a qui Belworth va assassinar. |                            |                  |                                  |                                       |                                                     |
| 3 | In Manus Dei               | Daniel O’Hara    | Melissa R. Byer i Treena Hancock | 24 de març de 2016                    | 2,42                                                |
| Houdini, Doyle i Adelaide investiguen a un curandero religiós quan un home escèptic del públic mort en una de les seves sessions després de rebre una advertència per part del mateix curandero. Aquest sembla tenir poder quan, a sobre, aconsegueix que la dona de Doyle es desperti del seu coma després de fer-li una visita. Mentrestant, Houdini desenvolupa furóncols i pateix una malaltia que el debilita.           |                            |                  |                                  |                                       |                                                     |
| 4 | Spring-Heel'd Jack         | Daniel O’Hara    | Carl Binder                      | 31 de març de 2016                    | 2,62                                                |
| Un empresari automobilístic cau des de la finestra d'un hotel i la causa se l'atribueixen a un misterios i fosc dimoni, amb una llegenda provinent de vàries dècades al temps. En el moment que se li atribueix una segona mort al mateix dimoni, Houdini i Doyle tracten de determinar si la llegenda que té a tot Londres espantat és certa o no                                                                            |                            |                  |                                  |                                       |                                                     |
| 5 | The Curse of Korzha        | Ed Bazalgette    | Joshua Brandon                   | 7 d'abril de 2016                     | 2,02                                                |
| Madame Korzha (Emile Hampshire), una mèdium ambulant, utilitza els seus poders per ajudar a la policia local a trobar una nena desapareguda. Mentre que Doyle creo que hi ha persones amb poders psíquics, Houdini es mostra escèptic, especialment a partir del moment que Korzha és incapaç de localitzar a altra noia desapareguda. A més, Doyle que profundament perplex quan Korzha prediu la desaparició d'Adelaide.    |                            |                  |                                  |                                       |                                                     |
| 6 | The Monsters of Nethermoor | Ed Bazalgette    | Nazrin Choudhury                 | 14 d'abril de 2016                    | 2,50                                                |
| Un home desperta en roba interior després d'una experiència traumàtica i assegura que uns extraterrestres han segrestat a la seva dona embarassada. En aquest cas, Houdini es creu la història, però Doyle es mostra escèptic, i tot sembla tindre relació amb la discriminació. |                            |                  |                                  |                                       |                                                     |
| 7 | Bedlam                     | Robert Lieberman | David Titcher                    | 21 d'abril de 2016                    | 1,66                                                |
| Vàries persones apareixen mortes, aparentment a causa d'ensurts. L'equip tracta de trobar al culpable de les morts i les pistes condueixen a l'hospital de Bethlem, amb el qual Doyle té una misteriosa connexió. |                            |                  |                                  |                                       |                                                     |
| 8 | Strigoi                    | Robert Lieberman | Carl Binder                      | 28 d'abril de 2016                    | 1,79                                                |
| L'empleada domèstica de Bram Stoker (Paul Ritter), un antic amic de Doyle, és assassinada amb una estaca directa al cor, com es maten els vampirs escrits pel novelista. Les sospites apunten al fet que Stoker podria ser o bé un assassí o bé un vampir. |                            |                  |                                  |                                       |                                                     |
| 9 | Necromanteion              | Jeff Renfroe     | Melissa R. Buer i Treena Hancock | 5 de maig de 2016                     | 1,75                                                |
| Mentre Houdini es troba a Nova York enterrant la seva mare, Doyle i Adelaide investiguen els assassinats d'un follet al Canadà. Allà es troben amb Thomas Edison (Peter Outerbridge), qui ha inventat un nou dispositiu, el necròfon, un aparell que serveix per comunicar-se amb els morts. |                            |                  |                                  |                                       |                                                     |
| 10 | The Pall of LaPier         | Jeff Renfroe     | David Hoselton                   | 12 de maig de 2016                    | 1,69                                                |
| Tots els habitants d'un petit poble moren sense causes aparents i l'equip es desplaça fins allà per investigar els fets. No obstant això, Adelaide no aconsegueix concentrar-se en el cas a causa de la revelació sobre la mort del seu marit. Houdini, mentrestant, continua veient el fantasma de la seva mare i tem que s'estigui tornant boig quan comença a tenir dificultats per diferenciar els somnis de la realitat. |                            |                  |                                  |                                       |                                                     |

## Emissió
La sèrie es va estrenar a ITV al Regne Unit el 13 de març de 2016 i el 2 de maig de 2016, a Global en Canadà i Fox als Estats Units. La sèrie es va emetre a RTÉ a la República d'Irlanda i Irlanda del Nord. Per altra banda, el canal AXN la va estrenar a España el dia 31 de març de 2016.
Un any després, el dia 9 de març de 2017, el canal Paramount Channel va tornar a emetre la sèrie en obert a Espanya.

## Rebuda
La cancel·lació de la sèrie va ser a raó de diferents motius, entre ells es troben la crítica i l'audiència. L'índice d'audiència durant l'estrena va ser del 0.7 amb uns 2.62 milions d'espectadors, de totes maneres, a mesura que avançava la temporada l'indice d'audiència baixava, deixant l'últim capítol amb 0.4 i 1.69 milions d'espectadors. Amb una mitja d'indice d'audiència del 0.5 i 2.14 milions de teleespectadors.
Pel que fa a les crítiques, el HollywoodReporter va escriure a la seva pàgina web: “tot sembla fora de joc en Houdini i Doyle, incloent-hi el càsting.” Mentre que el diari Los Angeles Times obria l'article de la seva crítica amb “Els oposats no sempre s'atreuen”, fent referència a les diferències entre els dos protagonistes, i l'article continuava amb frases com "és menys excitant del que sembla" o altres com "es sent una mica dèbil".